# Saint-Côme-et-Maruéjols
Saint-Côme-et-Maruéjols är en kommun i departementet Gard i regionen Occitanien i södra Frankrike. Kommunen ligger i kantonen Saint-Mamert-du-Gard som tillhör arrondissementet Nîmes. År 2022 hade Saint-Côme-et-Maruéjols 797 invånare.

## Befolkningsutveckling
Antalet invånare i kommunen Saint-Côme-et-Maruéjols
Referens:INSEE